# Bantu Holomisa

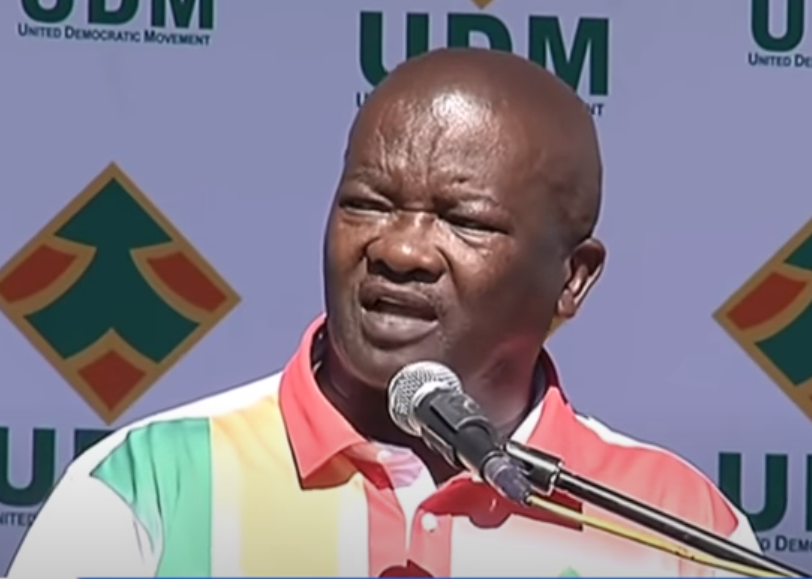
Bantu Holomisa, 2019

Bantubonke Harrington „Bantu“ Holomisa (* 25. Juli 1955 in Mqanduli, Transkei) ist ein südafrikanischer Politiker. Er ist Vorsitzender der Partei United Democratic Movement (UDM).

## Leben
Bantu Holomisa ist der Sohn eines späteren Chiefs des AmaHegebe-Stammes, Bazindlovu Holomisa, und dessen zweiter Ehefrau Constance. Zunächst besuchte er die primary school in Mqanduli, später das Jongilizwe College in Tsolo. Letztere war eine besondere Schule für die Söhne von Chiefs und Headmen. Seine Matriculation erwarb er 1975. In dieser Zeit führte er auch ein Rugby-Team an. Danach arbeitete Holomisa sechs Monate für das Department of Posts and Telecommunications in Umtata.
1976 wurde Holomisa Mitglied der Transkei Defence Force. Hier erhielt er Ausbildungen zum Fallschirmspringer, Kommandeur einer Kampfeinheit und besuchte einen Offizierskandidatenkurs (1978 anerkannt). Danach nahm Holomisa als einer der ersten schwarzen Absolventen am Personal- und Management-Lehrgang des Army-College in Pretoria teil. Nach seinem Aufstieg zum Kommandeur 1987 führte er einen Militärputsch gegen die damalige Regierung der Transkei unter der Premierministerin Stella Sigcau durch, bei dem die de facto machthabenden südafrikanischen Truppen nicht eingriffen. Fortan war er Präsident des formal unabhängigen Homelands Transkei. 1989 hob er das Verbot des African National Congress (ANC) und des Pan-Africanist Congress (PAC) auf. Ein offenbar von südafrikanischen Geheimdienstmitarbeitern initiierter Putschversuch gegen Holomisa scheiterte 1990; die Putschisten wurden ohne Gerichtsverfahren erschossen.
Im April 1994 wurde die Transkei in die südafrikanische Provinz Ostkap eingegliedert, so dass Holomisa sein Amt verlor. Im selben Jahr wurde er Mitglied des Exekutivkomitees des African National Congress und Südafrikas stellvertretender Minister für Umwelt und Tourismus im Kabinett Mandela. Nachdem er 1996 vor der Wahrheits- und Versöhnungskommission zur Aufarbeitung der Verbrechen während der Apartheid ausgesagt hatte, wurde er aus dem ANC ausgeschlossen und verlor sein Ministeramt. Er gründete 1997 mit dem weißen Ex-Minister Roelf Meyer das United Democratic Movement, übernahm dessen Vorsitz und wurde 1999 Abgeordneter des UDM im südafrikanischen Parlament. Seit 2009 stellt das UDM außer Holomisa drei weitere Abgeordnete im Parlament.
Bis zu seiner Amtsübernahme als Präsident der Transkei war Holomisa auch als hochrangiger Sportfunktionär tätig. Er ist verheiratet und hat drei Kinder.